# Теодор Газельмайр
Теодор Газельмайр Едлер фон Фернштайн (нім. Theodor Haselmayr Edler von Fernstein; 21 вересня 1882, Відень — 22 березня 1950, Відень) — австрійський і німецький офіцер, генерал-лейтенант вермахту.

## Біографія
18 серпня 1905 року поступив на службу в австро-угорську армію. Учасник Першої світової війни. Після війни продовжив службу в австрійській армію. З 1 грудня 1933 року — командир 1-ї бригади, з 1 березня 1934 року — 2-ї бригади, з 1 червня 1935 року — 2-ї дивізії. Одночасно з 1 березня 1934 року — комендант Відня. Після аншлюсу 15 березня 1938 року автоматично перейшов у вермахт. З 1 квітня 1938 року — місцевий комендант Відня. 31 жовтня вийшов у відставку.

## Звання
- Лейтенант (18 серпня 1905)
- Оберлейтенант (1 листопада 1910)
- Гауптман (1 листопада 1914)
- Майор (1 січня 1920)
- Майор на активній службі (28 червня 1920)
- Оберстлейтенант на активній службі (8 липня 1921)
- Титулярний оберстлейтенант (1 грудня 1922)
- Оберстлейтенант (1 травня 1924)
- Оберст (24 березня 1928)
- Генерал-майор (30 вересня 1933)
- Фельдмаршал-лейтенант (1 січня 1938)
- Генерал-лейтенант (1 квітня 1938)

## Нагороди
- Ювілейний хрест (1908)
- Пам'ятний хрест 1912/13
- Бронзова і  2 срібних медалі «За військові заслуги» (Австро-Угорщина) з мечами
- Хрест «За військові заслуги» (Австро-Угорщина) 3-го класу з військовою відзнакою і мечами
- Орден Залізної Корони 3-го класу з військовою відзнакою
- Військовий Хрест Карла
- Залізний хрест 2-го і 1-го класу
- Орден «За заслуги» (Баварія) 4-го класу з короною і мечами
- Пам'ятна військова медаль (Австрія) з мечами
- Хрест «За вислугу років» (Австрія) 2-го класу для офіцерів (25 років) (жовтень 1934)
- Золотий почесний знак «За заслуги перед Австрійською Республікою»
- Орден Заслуг (Австрія), офіцерський хрест
- Почесний хрест ветерана війни з мечами